# Liste der Monuments historiques in Magnicourt
Die Liste der Monuments historiques in Magnicourt führt die Monuments historiques in der französischen Gemeinde Magnicourt auf.

## Liste der Immobilien
| Bezeichnung        | Beschreibung           | Standort                  | Kennzeichnung | Schutzstatus | Datum | Bild |
| ------------------ | ---------------------- | ------------------------- | ------------- | ------------ | ----- | ---- |
| Kirche St-Vinebaud | ab dem 12. Jahrhundert | Rue Saint-Vinebaud (Lage) | PA00135306    | Inscrit      | 1995  |      |

## Liste der Objekte
| Bezeichnung                        | Beschreibung                                                                                      | Standort                         | Kennzeichnung | Schutzstatus | Datum | Bild |
| ---------------------------------- | ------------------------------------------------------------------------------------------------- | -------------------------------- | ------------- | ------------ | ----- | ---- |
| Skulptur Sitzende Madonna mit Kind | Holz, farbig gefasst, 16. Jahrhundert                                                             | in der Kirche St-Vinebaud (Lage) | PM10001121    | Classé       | 1961  |      |
| Skulptur eines heiligen Bischofs   | Holz, übertüncht, 16. Jahrhundert                                                                 | in der Kirche St-Vinebaud (Lage) | PM10001122    | Classé       | 1961  |      |
| Hauptaltar                         | Tabernakel und Retabel; Holz, farbig gefasst und vergoldet, 17. Jahrhundert; zugehörig IM10002914 | in der Kirche St-Vinebaud (Lage) | PM10001123    | Classé       | 1978  |      |
| Vier Altarbilder                   | Ölfarbe auf Leinwand, 17. Jahrhundert                                                             | in der Kirche St-Vinebaud (Lage) | PM10003176    | Classé       | 1978  |      |
| Kirchenfenster                     | aus dem 16. Jahrhundert                                                                           | in der Kirche St-Vinebaud (Lage) | PM10001120    | Classé       | 1913  |      |
| Walzenorgel                        | Haupteintrag für PM10001124                                                                       | in der Kirche St-Vinebaud (Lage) | PM10005001    | Classé       | 1986  |      |
| Instrumentalteil der Walzenorgel   | 1837 gebaut; in der Mairie deponiert                                                              | in der Kirche St-Vinebaud (Lage) | PM10001124    | Classé       | 1986  |      |
| Kruzifix                           | Holz, farbig gefasst, 18. Jahrhundert                                                             | in der Kirche St-Vinebaud (Lage) | PM10003701    | Inscrit      | 1978  |      |
| Epitaph für Louis de Lormeau       | Marmor, Ende des 16. Jahrhunderts                                                                 | in der Kirche St-Vinebaud (Lage) | PM10003702    | Inscrit      | 1978  |      |